# Titanidiops birmanicus
Espèce
Titanidiops birmanicus est une espèce d'araignées mygalomorphes de la famille des Idiopidae.

## Distribution
Cette espèce est endémique de Birmanie. Elle se rencontre dans la région de Bago et dans l'État Karen.

## Description
Le mâle holotype mesure 16,40 mm et la femelle paratype 25,45 mm.

## Systématique et taxinomie
Cette espèce a été décrite par Schwendinger et Huber en 2024.

## Étymologie
Son nom d'espèce lui a été donné en référence au lieu de sa découverte, la Birmanie.

## Publication originale
- Peter J. Schwendinger, Siegfried Huber et Komsan Hongpadharakiree, « The genus Titanidiops in South-east Asia (Arachnida: Araneae: Idiopidae) », Revue suisse de Zoologie,, vol. 131, no 2,‎ 12 décembre 2024, p. 319-355 (DOI 10.35929/RSZ.0128, lire en ligne, consulté le 10 janvier 2025)